# Século XXXVIII a.C.
Século XXXIX a.C. - Século XXXVIII a.C. - Século XXXVII a.C.

## Eventos
- 3750 AC - Origens da Língua protossemítica

- 3760 AC - Primeiro ano do Calendário judaico

### Europa
- Um terremoto perto da cultura Neolítica em Sotira no Chipre destrói muito na infra-estrutura local.

### Oriente Médio
- O Período de al-Ubaid [1]  terminou abruptamente no leste da Arábia e na península de Omã em 3.800 a.C.

## Calendários
- Ver Calendário Holoceno